# Shibetsu
Shibetsu (士別市?, Shibetsu-shi, in lingua ainu: Sipet, lett. grande fiume) è una città che ricade sotto la giurisdizione della sottoprefettura di Kamikawa. È situata nella zona nord-occidentale della prefettura di Hokkaidō, in Giappone.